# Ханери
Ханцк (вірм. Խանցք), Ханери (азерб. Xanyeri) — село у Аскеранському районі Нагірно-Карабаської Республіки. Село розташоване на захід від Аскерана та на північ від Степанакерта, поруч з селами Астхашен та Бадара.

## Пам'ятки
В селі розташована церква Святого Степаноса 1673 р., хачкар 13 ст., кладовище «Джухтак хач» 12-13 ст., джерело 19 ст., церква Святого Ованеса 13 ст., каплиця 13 ст. та селище 13 ст.